# ایستگاه قطار شهری شهید مفتح
ایستگاه قطار شهری شهید مفتح یکی از ایستگاه‌های خط ۲ قطار شهری مشهد است که در چهارراه برق قرار دارد. در سال ۱۳۹۸ این ایستگاه دومین ایستگاه پرتردد خط دو بود.